# Ten-gó hadművelet
A Ten-gó hadművelet (japánul: 天号作戦; てんごうさくせん, kiejtve tengó szakuszen, magyarul „Mennyország” hadművelet), más néven Ten-icsi-gó volt a második világháború a csendes-óceáni hadszínterén a Japán Császári Haditengerészet utolsó nagyszabású hadművelete.
1945 áprilisában a japán Jamato csatahajó, a világ legnagyobb csatahajója 9 másik hadihajó társaságában elindult a Japán Birodalomból, hogy öngyilkos támadást hajtson végre az okinavai csatát vívó szövetséges flotta ellen. A hajókat még Okinava elérése előtt amerikai repülőgép-hordozókról felszálló harci gépek megtámadták, és 4 romboló híján az egész flottát elsüllyesztették, minimális saját veszteségek mellett.
A hadművelet egy racionális szempontból teljesen értelmetlen, szimbolikus kamikaze-támadás volt: a flottának semmiféle esélye nem volt a jelentős légi és tengeri fölényben lévő szövetségesekkel szemben. Ez nyilvánvaló volt a támadást elrendelő japán parancsnokok számára is: a hajókat csak az odaútra elegendő üzemanyaggal töltötték fel.

## Előzmények
1945 elejére, a Salamon-szigeteki hadjárat, a Fülöp-szigeteki csata és a Leyte-öbölbeli csata sorozatos kudarcai után az egykor félelmetes Japán Császári Haditengerészetből már csak egy maroknyi bevethető hadihajó és fájdalmasan kevés repülőgép és légi személyzet maradt. A legtöbb megmaradt hadihajó japán kikötőkben horgonyzott, és a flotta legnagyobb egységei a Hirosimához közeli kurei hadikikötőben állomásoztak.
1944-ben a szaipani partraszállással megkezdődtek és 1945 áprilisára az Ivo Dzsima-i csatával végső fázisba jutottak a japán anyaország elleni szövetséges inváziót előkészítő hadműveletek. Ivo Dzsima után Okinava következett. Márciusban, amikor a japán hadvezetés beszámolt Hirohito császárnak az Okinava megtámadása esetére tervezett japán válaszintézkedésről, semmi mást nem tudtak mondani, csak azt, hogy nagyszabású légitámadásokkal (köztük kamikazék bevetésével próbálják majd megállítani az amerikaiakat. A császár állítólag megkérdezte, mivel fog a haditengerészet hozzájárulni a hadműveletekhez. Ennek hatására az admiralitás is úgy érezte, neki is kötelessége egy öngyilkos támadásban harcba vetni maradék jelentősebb egységeit, köztük a Jamato csatahajót.
A terv Szoemu Tojada admirális, a japán egyesített flotta főparancsnoka irányításával született meg. A Jamatónak és kísérő hajóinak át kellett volna törni a Okinava szigetéig, ott partra futtatni magukat, és tüzérségi ütegekként illetve az ágyúk pusztulása után a személyzetnek gyalogságként harcolni a végsőkig az amerikai partraszállás ellen. A hadművelethez érdemleges légi fedezet nem állt rendelkezésre, így a hajók kezdettől fogva ki lettek volna téve a nagy fölényben lévő amerikai repülők támadásának.
A kijelölt hajókat március 29-én Tokujama kikötőjében vonták össze. A különítmény parancsnoka, Ito Szeiicsi admirális, bár végrehajtotta a hajók felkészítésére vonatkozó utasításokat, jelezte, hogy meg fogja tagadni a támadás megindítására vonatkozó parancsot mert értelmetlennek tartotta a tervet.

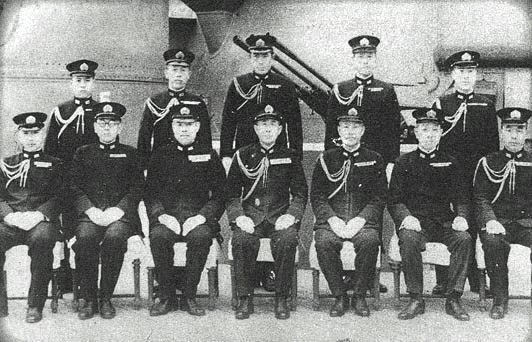
A Jamato főtisztjei 1945. április 5-én, két nappal a csata előtt.

Kuszaka admirális a főparancsnokságról április 5-én Tokujamába repült, hogy meggyőzze a flotta kapitányait és Ito admirálist. A kapitányok, amikor megismerték a tervet (eddig előttük is titok volt), egy emberként Ito mellé álltak és elutasították a támadást. Ekkor Kuszaka azzal állt elő, hogy a haditengerészet támadása egyben elterelő hadművelet is, és amíg az amerikai repülők a hajókat támadják, a partraszálló flottára le fog csapni a japán szárazföldi hadsereg légiereje. Elmondta azt is, hogy Japán vezetői, különös tekintettel a császárra, elvárják, hogy a haditengerészet minden lehetségest tegyen meg Okinava védelme érdekében. Ezt hallván a kapitányok beadták a derekukat és jelezték, részt fognak venni a támadásban. A legénységnek is elmondták mit várnak tőlük, valamint hozzátették, hogy a küldetésben csak önként jelentkezőkre számítanak – bárki, aki nem akar részt venni, elhagyhatja a hajókat. Senki nem választotta a parton maradást. Az újonc, beteg, vagy sebesült tengerészeket a partra parancsolták, majd még egyszer begyakorolták, mi a teendő a hajók sérülése esetén. Éjfélkor feltöltötték a flottát üzemanyaggal. Annak ellenére, hogy a hajókat csak az odaútra elegendő üzemanyaggal kellett volna feltölteni, megkapták a tokujamai kikötő teljes üzemanyagkészletét, bár valószínűleg ez sem lett volna elég a visszatérésre Okinaváról.

## A csata

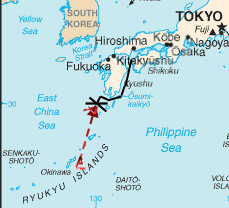
A japán (fekete vonal) és az amerikai kötelékek (piros) útvonalai

Április 6-án 16 órakor a Jamato, Ito admirálissal a fedélzetén, a Jahagi könnyűcirkáló és 8 romboló kifutott Tokujama kikötőjéből és megkezdte a haditerv végrehajtását. Két amerikai tengeralattjáró, a Threadfin és az Hackleback észlelte a japán különítményt amint az áthajózott a Bungo-szoroson. A tengeralattjáróknak nem sikerült támadásra alkalmas pozícióba manőverezni, de rádión értesítették az amerikai flottát észlelésükről.
Április 7-én a japán flotta elhajózott az Oszumi-félsziget mellett és a nyílt tengerre érve délre fordult Okinava irányába. A kötelék 20 csomós sebességet vett fel és védekező alakzatba rendeződött: a Jahagi elöl, a Jamato utána, és a 8 romboló gyűrű alakban körülvéve a két nagyobb hajót, a hajók között 1500m távolságot tartva. Egy romboló, az Aszasimo meghibásodott és visszafordult. Felbukkantak az első amerikai felderítőgépek, és elkezdték követni a köteléket. 10 órakor a hajók nyugatnak fordultak, hogy azt a látszatot keltsék, visszavonulnak Japán felé, de 11:30-kor, két további amerikai PBY Catalina felderítő hidroplán felbukkanása után visszafordultak dél felé.
A Jamato 460 mm-es ágyúiból speciális légvédelmi lőszerrel egy sortüzet adott le a két hidroplánra.

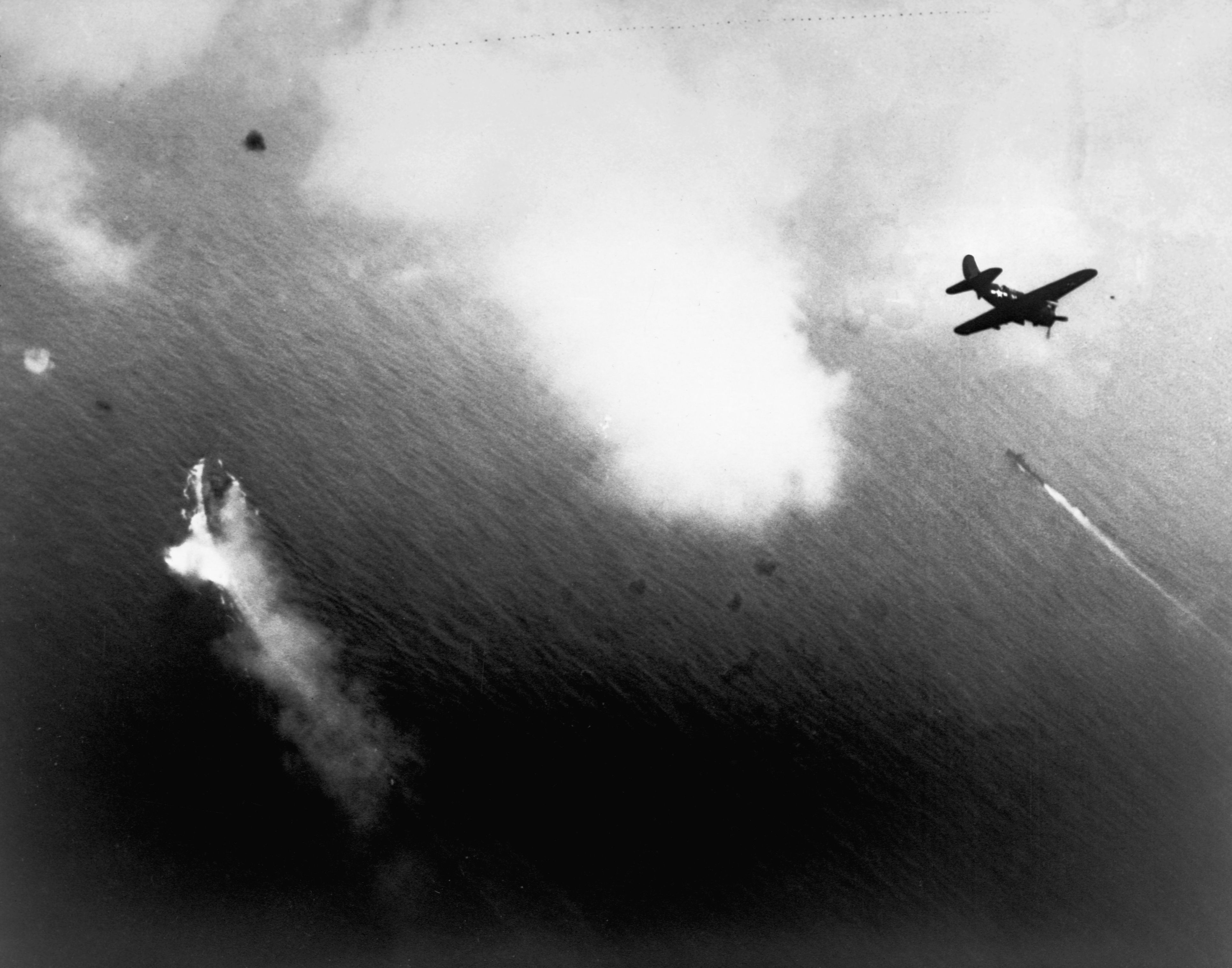
Amerikai repülők megkezdik támadásukat a Yamato ellen (középen balra). Középen jobbra egy japán romboló látható.

Április 7-én 10 óra körül az amerikai haditengerészet 58-as harccsoportja 11 hordozóról több hullámban kb. 400 harci gépet indítását kezdte meg, Marc A. Mitscher admirális, a kötelék parancsnoka utasítására.
A hordozók, a Hornet, Bennington, Belleau Wood, San Jacinto, Essex, Bunker Hill, Hancock, Bataan, Intrepid, Yorktown, és Langley a harccsoport részeként Okinavától keletre cirkáltak. A felszálló kötelékek F6F Hellcat vadászgépekből, SB2C Helldiver zuhanóbombázókból, és TBF Avenger torpedóbombázókból álltak. Az 58-as harccsoport többi hajója, a Massachusetts, Indiana, New Jersey, South Dakota, Wisconsin és Missouri, csatahajók és számos cirkáló (köztük az Alaska és a Guam) valamint rombolókíséretük szintén készen állt arra, hogy ha szükséges, harcba lépjen a japán kötelék ellen.
Mivel a japán hajóknak nem volt légifedezetük, az amerikai repülők a légvédelmi tüzérség hatótávolságán kívül körözve zavartalanul kiválaszthatták a legelőnyösebb támadópozíciót. A repülők igyekeztek a hajók bal oldalára kerülni, mivel az itt elért torpedótalálatok nagyobb eséllyel vezetnek a hajó felborulásához.
Az amerikai repülők első csoportja 12:30-kor indította meg támadását. A japán hajók 25 csomóra növelték sebességüket, kitérő manőverekbe kezdtek és tüzet nyitottak légvédelmi ágyúikból és géppuskáikból. A Jamato a fő fegyverzetét kitevő 460mm-es ütegeken kívül kb. 150 kisebb légvédelmi eszközzel rendelkezett.

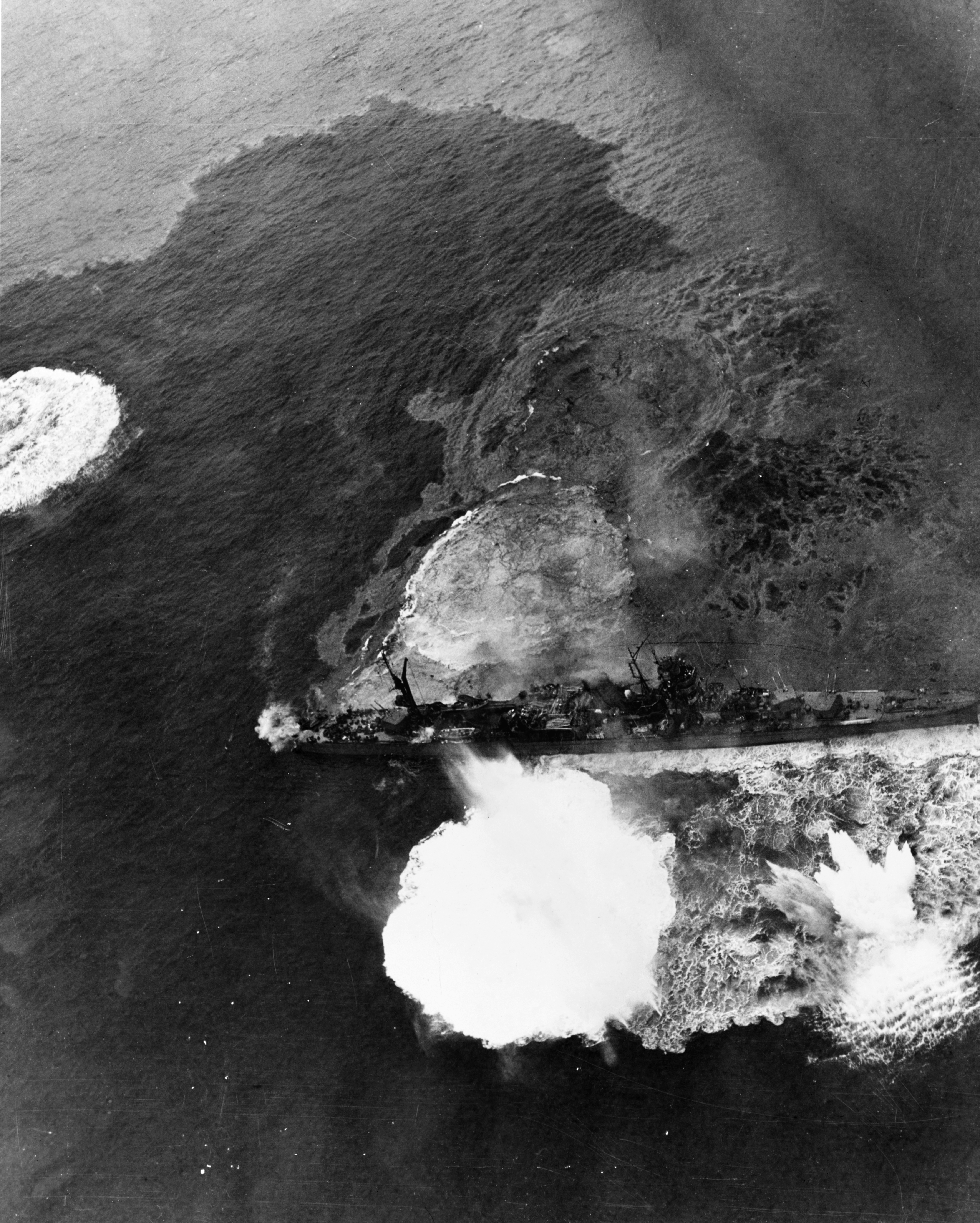
A japán Jahagi könnyűcirkáló támadás alatt

12:46-kor torpedótalálat érte a Jahagi gépházát, amely megölte a teljes hajógépész-személyzetet és megállította a hajót. Az álló cirkálón a több hullámban támadó repülők még legalább további 6 torpedó- és 12 bombatalálatot értek el. A Jahagi segítségére siető Iszokaze rombolót is több találat érte, és nemsokára elsüllyedt. 14:05-kor a Jahagi felborult és a víz alá merült. Az elsüllyedést túlélő tengerészek a vízben úszva még látták a Jamatót a repülőgépek ellen harcolva dél felé száguldani.
Annak ellenére, hogy a Jamato folyamatos kitérő manőverei hatására a legtöbb ellene indított bomba és torpedó célt tévesztett, már az első hullámban támadó gépek elértek két páncéltörő bomba-találatot és egy torpedó is eltalálta a csatahajót. A találatok nem okoztak komolyabb sérülést, de az egyik bombatalálat hatására tűz ütött ki a felépítmény hátsó részén, amelyet nem sikerült eloltani. Az első hullám gépei súlyosan megrongálták a Hamakaze és a Suzutsuki rombolókat. A Hamakaze később el is süllyedt.

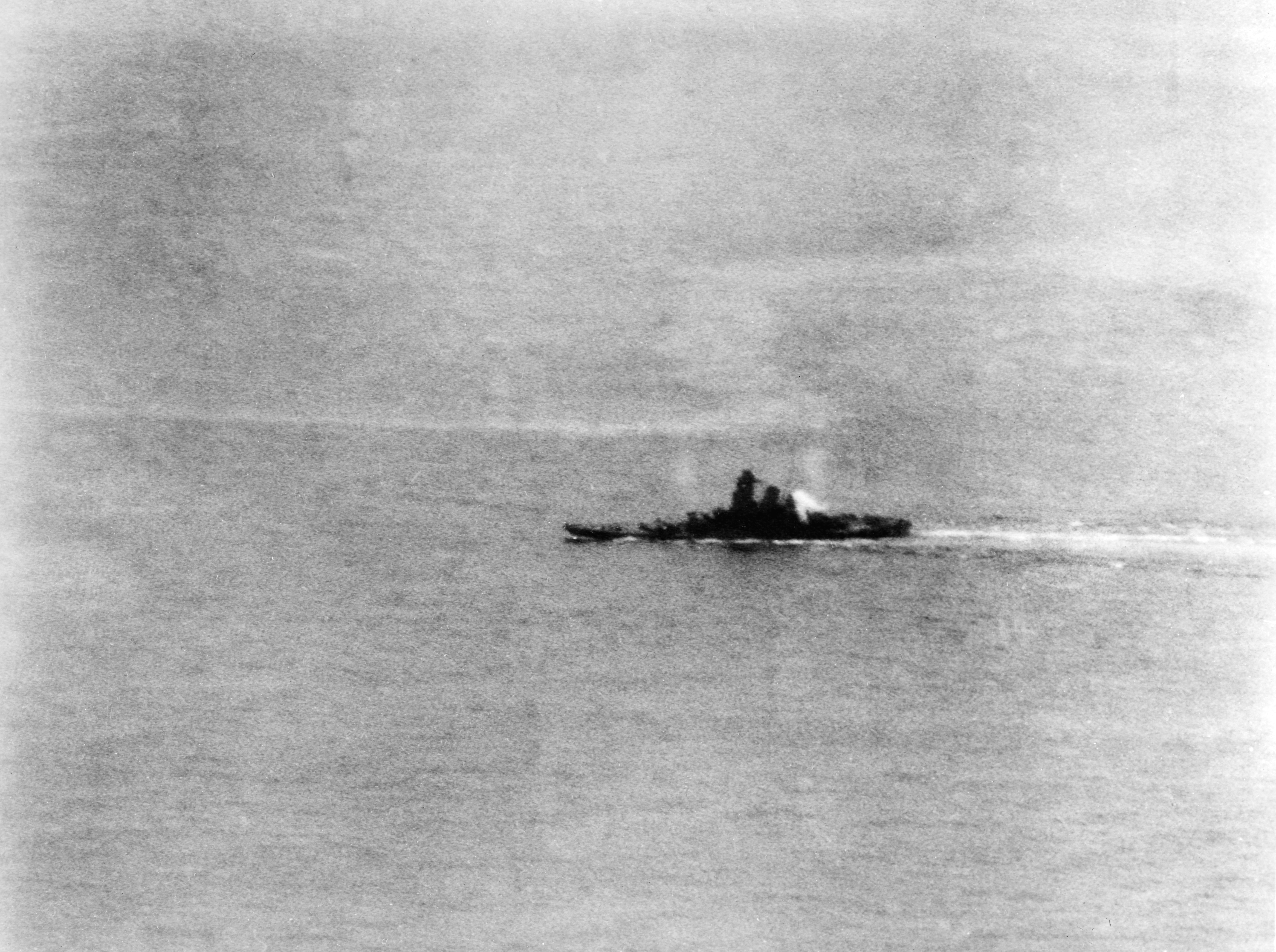
Az égő és balra dőlő Jamato csatahajó.

13:20 és 14:15 között a második és harmadik amerikai hullám gépei is végrehajtották támadásaikat, elsősorban a Jamato ellen. A csatahajót legalább 15 bomba és 8 torpedótalálat érte. A bombák súlyos károkat okoztak a hajó felépítményében, többek között megszakadt a központi tűzvezető rendszer áramellátása. Ennek következtében át kellett térni a légvédelmi eszközök kézi irányzására, ami messze nem volt olyan hatékony, mint a központi vezérlés. A torpedótalálatok hatására a hajó olyan erősen megdőlt, hogy félő volt bármelyik pillanatban felborul. A hajótestbe ugyan beépítettek – pontosan ilyen esetekre – egyenként elárasztható cellákat, amelyek ellensúlyozni tudták volna a dőlést, de ezek vezérlőterme bombatalálatot kapott és megsemmisült. A kárelhárító csoport ezért 13:33-kor lezárta és elárasztotta a jobb oldali kazánházat és a jobb oldali gépházat, anélkül, hogy előzetesen kiürítették volna a helységeket. A kétségbeesett intézkedés következtében az ezekben a helységekben szolgálatot teljesítő több száz tengerész benn rekedt és megfulladt. A hajógépek felének kiesése és a beengedett víz súlya kb. 10 csomóra lassította le a hajót.
A lelassult, és ezért könnyebb célpontot nyújtó hajót további torpedótalálatok érték. Az amerikai gépek a csatahajó kormányberendezését igyekeztek eltalálni, hogy irányíthatatlanná tegyék a hajót, ami 14:00 körül sikerült is. 14:02-kor, miután nyilvánvalóvá vált, hogy a hajó kormányozhatatlan és süllyed, Ito admirális törölte a kötelék többi hajója számára is a támadás folytatására vonatkozó parancsot, és elrendelte a hajó elhagyását. A többi hajót a túlélők felvételére utasította. Mivel a Jamato rádiója már nem működött, a parancsokat jelzőzászlókkal továbbították.
14:05-kor a Jamato leállt és lassan elkezdett az oldalára fordulni. Ito admirális és a csatahajó kapitánya a fedélzeten maradtak és a csatahajóval együtt merültek hullámsírjukba. 14:20-ra a hajó teljesen átfordult és gyorsan süllyedni kezdett (é. sz. 30° 22′, k. h. 128° 04′30.366667°N 128.066667°E). 14:23-kor a roncs váratlanul felrobbant. A robbanás akkora volt, hogy még a 200 km-re lévő Kagosimán is lehetett látni és hallani, a detonáció gombafelhője pedig a jelentések szerint csaknem 6.700m magasra tört fel. Japán beszámolók szerint a robbanás megsemmisített több, a Jamato elsüllyedését figyelő és a roncs felett köröző amerikai repülőgépet. A robbanás valószínűleg akkor következett be, amikor a hajó belsejében tomboló tűz elérte a fő lőszerraktárt.

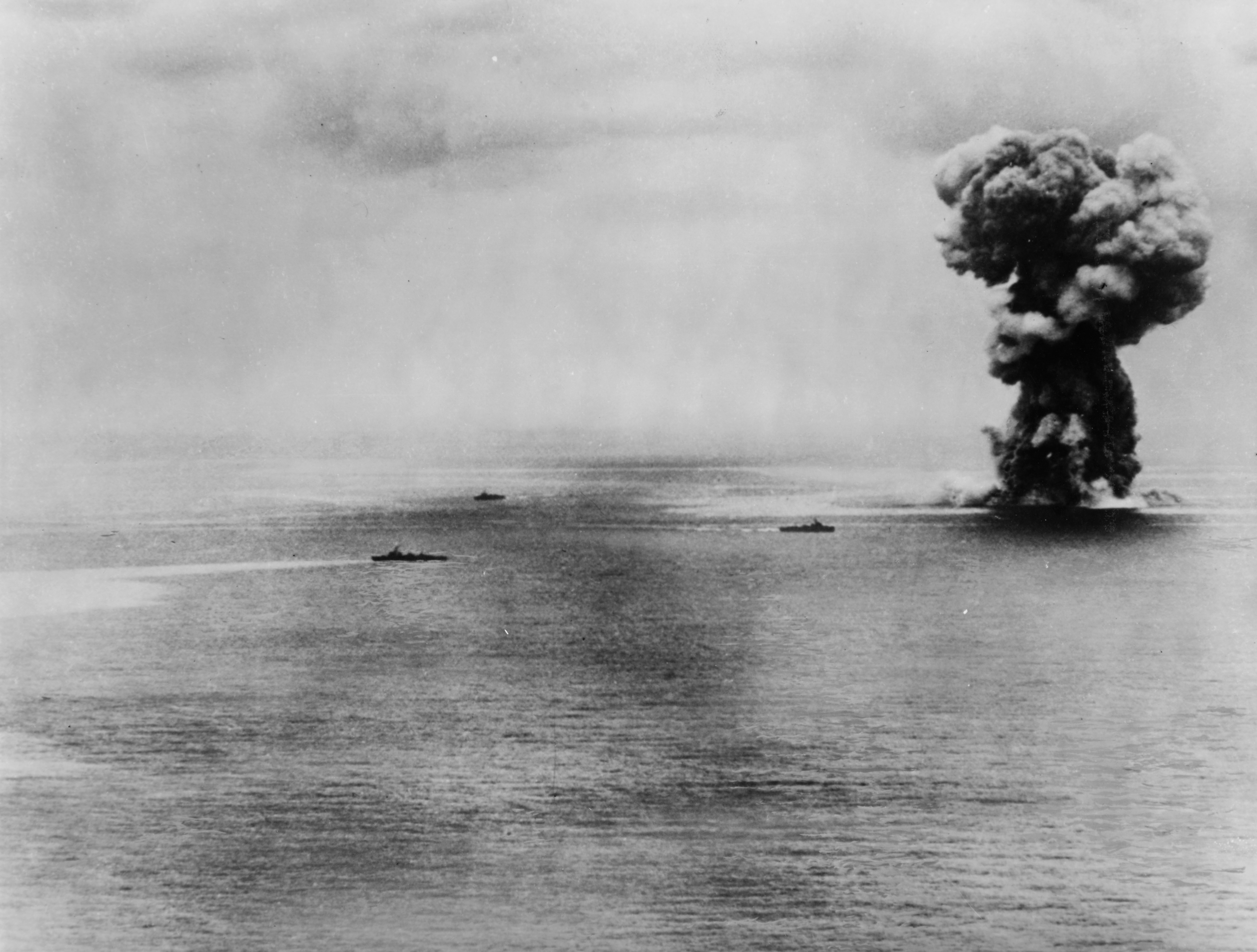
A Jamato felrobbanása

A kikötőbe visszajutni próbáló Aszasimo rombolót amerikai gépek bombázták, a hajó a teljes legénységével együtt elsüllyedt. A csata során az amerikai repülők elsüllyesztették még a Kaszumi rombolót, és eltalálták a Szuzucukit is. A romboló orr-részét levitte a bomba, de még így is sikerült visszatérnie a szaszebói hadikikötőbe. A sérült hajó – hiányzó orr-része miatt – a teljes visszautat hátramenetben tette meg.
A maradék három kevésbé sérült japán romboló (Fuyuzuki, Jukikaze, és Hacusimo) 280 túlélőt mentett ki a Jamato 2700 fős legénységéből, 555 főt a Jahagiról (legénység: 1000 fő) és kb. 800 tengerészt a 3 elsüllyesztett rombolóról. A kimentett túlélőket a rombolók Szaszebóba vitték. A csatában összesen 3700 japán tengerész veszett oda
A japán hajók összesen 10 amerikai repülőgépet lőttek le. Ezek legénységének egy részét amerikai tengeralattjárók és felderítő hidroplánok később kimentették. Összességében az amerikai fél 12 főt veszített a 3.700 fős japán veszteséggel szemben. Egyes japán túlélők szerint az amerikai repülők géppuskával lőtték az elsüllyedt hajók vízben úszó tengerészeit. Más túlélők arról számoltak be, hogy az amerikai repülők abbahagyták azoknak a rombolóknak a támadását, amelyek túlélőket vettek fel a vízből.
Miközben a csata zajlott, a japán szárazföldi hadsereg légiereje megindította a támadást az Okinavai partraszállásban részt vevő amerikai flotta ellen.
A támadásban részt vevő kb. 115 gép (köztük sok kamikaze egész április 7. folyamán támadta a flottát, de egyetlen hajót sem sikerült elsüllyeszteniük. Kamikaze pilóták eltalálták a Hancock repülőgép-hordozót, a Maryland csatahajót és a Bennett rombolót. A találatok a két nagy hajón kisebb, a rombolón súlyos károkat okoztak. A támadó japán gépek közül kb. 100 veszett oda.

## Következmények, a hadművelet eredménye, hatásai
A Ten-gó hadművelet volt az utolsó említésre méltó japán haditengerészeti manőver. A Japán Császári Haditengerészet maradéka, a hadművelet látványos kudarca után már nem vett részt a további harcokban (ezt a hadianyagok, leginkább a dízelolaj általános hiánya is megakadályozta).
Okinava szigetét az amerikai erők 1945. június 21-én végleg elfoglalták, és augusztusban Japán is kapitulált.
A kamikaze-támadásokkal együtt a Ten-gó hadművelet is az utolsó, kétségbeesett erőfeszítések egyike volt, amellyel a háború elvesztését már nem lehetett megakadályozni.
Az oly sok fiatal katona és tengerész értelmetlennek tűnő feláldozása talán azt a célt szolgálta, hogy a szövetségeseket elrettentsék a japán anyaország megszállásától. Ezek a hadműveletek kétségtelenül befolyásolták az amerikai hadvezetést az atomfegyver bevetésének elhatározásában.
A japán hadvezetés köreiben is sokan kritizálták a hadműveletet, rámutatva annak teljesen értelmetlen voltára, valamit többek között arra is, hogy az elhasznált és elveszített üzemanyagot sokkal hasznosabban fel lehetett volna használni.
A mai Japánban a hadműveletre tisztelettel, pozitívan emlékeznek vissza, és a történet gyakran felbukkan a kortárs japán kultúrában, mint a bátorság, illetve a hazáért mindent feláldozni képes önzetlen harcosok, tengerészek szimbóluma. Ennek egyik oka az lehet, hogy a Jamato név a japán költészetben hagyományosan Japán, illetve a japán nép szimbóluma. A japán császári ház hivatalos neve is Jamato-dinasztia.
A világ legerősebb hadihajójának, a japán nemzet tengeri hatalmának megtestesítőjének, a Jamato csatahajónak az elsüllyesztése így metaforájává vált a háború elvesztésének és Japán bukásának.
2005-ben Szato Dzsunja japán filmrendező a csatahajó utolsó útját a Yamato c. háborús játékfilmben dolgozta fel. A film a hajón szolgáló fiatal, 15-18 éves tengerészek szemszögéből mutatja be az eseményeket, és Japánban hatalmas sikert aratott.

## Fordítás
- Ez a szócikk részben vagy egészben  az   Operation_Ten-Go című angol Wikipédia-szócikk ezen változatának fordításán alapul.  Az eredeti cikk szerkesztőit annak laptörténete sorolja fel. Ez a jelzés csupán a megfogalmazás eredetét és a szerzői jogokat jelzi, nem szolgál a cikkben szereplő információk forrásmegjelöléseként.